# Fernão Martins de Mascarenhas (capitão de ginetes)
Fernão Martins de Mascarenhas, cavaleiro fidalgo (1469) e cavaleiro do Conselho (1484), foi (capitão de ginetes de D. João II de Portugal), 1º senhor de Lavre e Estepa, comendador de Mértola e Almodôvar da Ordem de Santiago.

## Biografia
Mencionado também como fidalgo e valido de D. João II, podemos encontra-lo por diversas vezes ao lado do seu rei em momentos particularmente difíceis, como por exemplo foram o da batalha de Toro, em 1476 e o do socorro a Alegrete, Toro, Castro Nuño e Cantalapedra em 1477.
A grande fidelidade que tinha para com D. João II, fica patente na sua conduta, após a morte do duque de Viseu, ao ser ele a dar a ordem de prisão ao bispo de Évora e a leva-lo preso ao castelo de Palmela.
Em 1490, surge-nos como capitão-mor da Guarda da Câmara e dos Ginetes de D. João II, tendo mantido a capitania dos Ginetes após a subida ao trono de D. Manuel I, acumulando estas funções com as de alcaide-mor de Montemor-o-Novo e de Alcácer do Sal.
Esteve presente nas festas que se fizeram na cidade de Évora, para receber a Infanta D. Isabel, futura mulher do príncipe D. Afonso, a 23 de Dezembro de 1490.
Em Novembro de 1497, acompanhou a D. Manuel, na viagem de Castelo de Vide até Valença de Alcântara, para ir buscar a sua noiva, a infanta D. Isabel, tendo de novo acompanhado os monarcas na sua deslocação a Castela, em Março de 1498.

## Dados genealógicos
Era filho de Nuno Mascarenhas, escudeiro fidalgo (1475) e cavaleiro fidalgo (1484), comendador de Almodôvar na Ordem de Santiago, e de Catarina de Ataíde, filha de Nuno Gonçalves de Ataíde, governador da casa do Infante D. Fernando.
Casou primeira vez com D. Violante da Cunha (1430), filha de D. Álvaro Vaz de Almada, 1.º conde de Avranches, e Isabel da Cunha (c. 1416 - d. Janeiro de 1444), mas, que terá sido anulado por parentesco próximo. Sem descendência.
Teve um segundo casamento com D. Violante Henriques, filha de Fernão da Silveira, regedor.
Deste tiveram:
- João Mascarenhas, alcaide-mor de Montemor-o-Novo e Alcácer do Sal, referido como comendador dessa localidade em 1512, e de Mértola, pelo menos desde 1515. E, tal como o seu pai, foi Capitão dos Ginetes de D. Manuel e de D. João III, e nessa qualidade veio a estar por diversas vezes presente no Norte de África. Tendo casado com uma filha D. Vasco Coutinho, conde de Borba e comendador de Almourol na Ordem de Cristo.
- Nuno Mascarenhas, comendador de Almodôvar e governador de Safim. Casou com Dona Beatriz da Silva, sendo por este casamento cunhado de Jorge Furtado de Mendonça, comendador das Entradas e Represa na Ordem de Santiago.
- Pedro Mascarenhas, cavaleiro da Ordem de Cristo, tendo assumido a administração da comenda de Castelo Novo. Referido como alcaide de Trancoso, pajem da rainha Dona Leonor, e Vice-rei da Índia em 1554. Casou duas vezes.
- António Mascarenhas, cavaleiro da Ordem Cristo (20 de Agosto de 1514). Fronteiro em Arzila em 1516. Cativo em Fez, veio a falecer de peste no decorrer deste ano.
- Manuel Mascarenhas, cavaleiro na Ordem de Cristo (27 de Julho de 1514), comendador e Capitão e Governador de Arzila. Casou com Leonor, filha de Francisco Palha de Santarém, alcaide-mor de Fronteira, contador-mor e tesoureiro da câmara de Ceuta.
- Isabel Henriques casada com João Coutinho, 2º conde de Redondo.
- Leonor Henriques, mulher de Simão Freire senhor de Bobadela.